# Darkseed
Darkseed ist eine deutsche Dark-Rock-Band, die 1992 von Stefan Hertrich und Harald Winkler gegründet wurde.

## Geschichte
Ihren Durchbruch schaffte die Band mit dem im Jahre 2000 erschienenen „Diving Into Darkness“. Die Musik der sechs Mitglieder stellt eine Mischung aus harten Metalriffs mit dem melancholischen Klang eines düsteren Goth-Songs ohne weitläufige Klischees dar.
Darkseed steuerte zu dem Endzeit-Rollenspiel The Fall: Last Days of Gaia den OST bei, welcher auf dem 2005 erschienenen Album „Ultimate Darkness“ zu finden ist. Die Songtexte sind sowohl in Englisch als auch in Deutsch gesungen.
Mitte August 2006 verließen Stefan Hertrich und Martin Motnik die Band. Nach Stefan Hertrichs Austritt, der fast alle Songs selbst schrieb, schien die Band vor ihrem endgültigen Aus zu stehen.
Doch am 24. Juni 2008 wurde auf der offiziellen Webseite ein Auftritt auf dem Helion Festival am 4. Oktober in München bekannt gegeben. Als neuer Sänger soll der ehemalige Schlagzeuger Harald Winkler auftreten.
Am 2. Januar 2012 hat die Band auf der offiziellen Webseite ihren neuen Frontmann und Sänger Mike Schmutzer vorgestellt.
Dieser gab Ende 2013, obwohl sich die Band im Songwriting-Prozess zum Poison Awaits-Nachfolgealbum befand, überraschenderweise seinen Ausstieg bekannt. Als Grund wurden Zeitprobleme genannt.
Am 7. Dezember 2014 postete die Band auf ihrer Facebook-Site, dass Darkseed bis auf Weiteres auf Eis gelegt werde.

## Diskografie
- Romantic Tales (MCD, 1994)
- Midnight Solemnly Dance (1996)
- Spellcraft (1997)
- Romantic Tales (Wiederveröffentlichung, MCD, 1998)
- Give Me Light (1999)
- Diving Into Darkness (2000)
- Astral Adventures (2003)
- Ultimate Darkness (2005)
- Poison Awaits (2010)